# Leval-Chaudeville
Leval-Chaudeville is een dorp in de Belgische provincie Henegouwen, en een deelgemeente van de Waalse stad Beaumont.
Leval-Chaudeville was een zelfstandige gemeente, tot die bij de gemeentelijke herindeling van 1977 toegevoegd werd aan de gemeente Beaumont .
Het dorp ligt in de Condroz.

## Demografische ontwikkeling
- Bronnen:NIS, Opm:1831 tot en met 1970=volkstellingen, 1976= inwoneraantal op 31 december

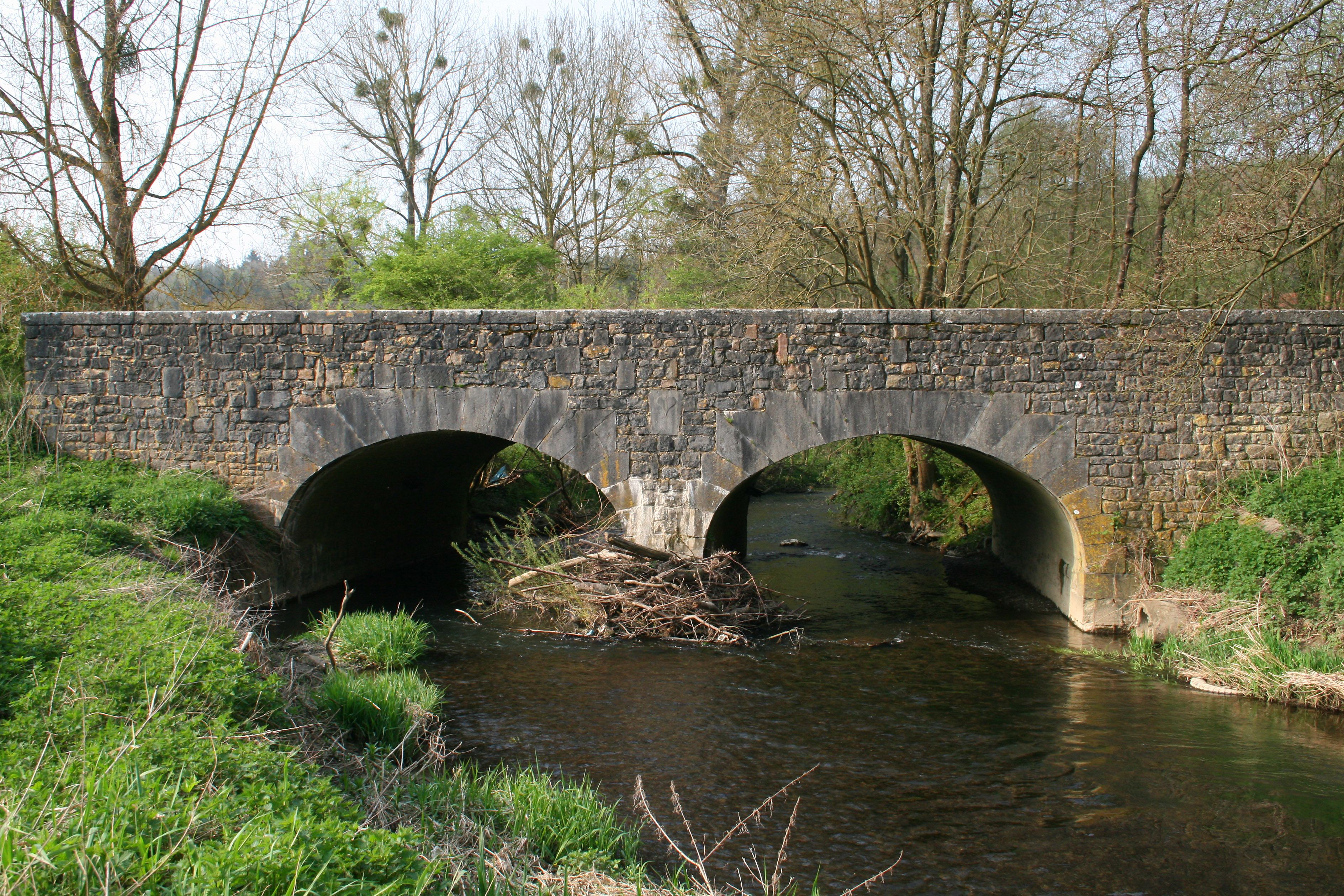
Brug over de Hantes
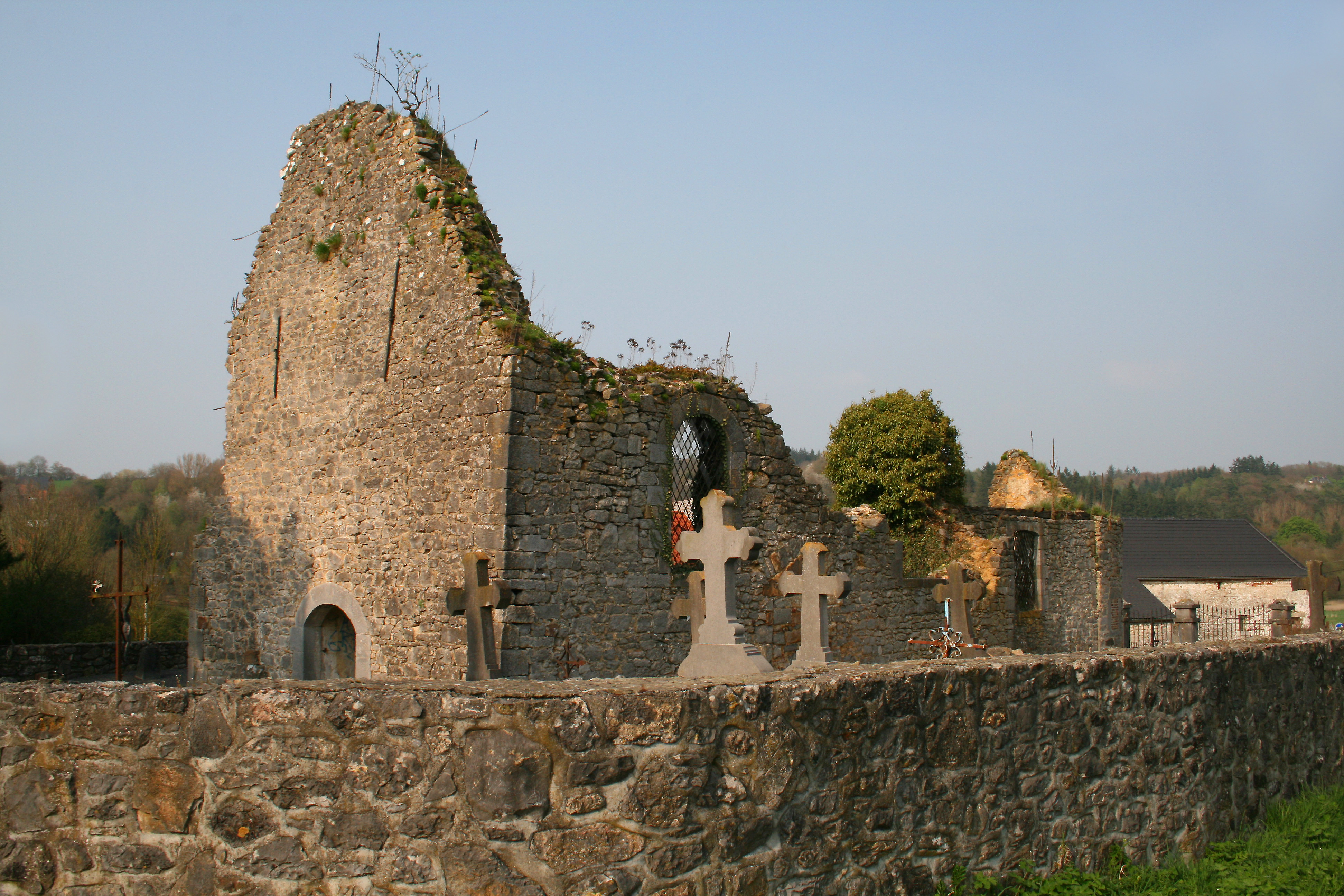
Kerkruïne in Leval-Chaudeville